# Mansfield (Missouri)
Pour les articles homonymes, voir Mansfield.
Mansfield est une ville dans le comté de Wright dans le Missouri aux États-Unis.

## Source
- (en) Cet article est partiellement ou en totalité issu de l’article de Wikipédia en anglais intitulé « Mansfield, Missouri » (voir la liste des auteurs).